# Альт-Кренцлин
Альт-Кренцлин (нем. Alt Krenzlin) — община в Германии, в земле Мекленбург-Передняя Померания.
Входит в состав района Людвигслуст. Подчиняется управлению Лудвигслуст-Ланд.  Население составляет 792 человека (на 31 декабря 2010 года). Занимает площадь 9 км².
Коммуна подразделяется на 5 сельских округов.